# Садридин Айни
Садридѝн Айнѝ (истинско име Садридин Саѝд-Муродзо̀да; 27 април 1878 – 15 юли 1954) е таджикски и узбекски писател, учен (историк и литературовед) и общественик.

## Биография
Роден е в село на територията на днешна Бухарска област, Узбекистан. Учи в Бухара, където е близко познат с видни бухарски интелектуалци. Взима участие в установяването на съветската власт в Бухара.
Айни е сред организаторите на Самаркандския държавен университет през 1927 г., който тогава се нарича академия.
От 1951 г. е академик и първи председател от 1951 г. на Академията на науките на Таджикистан. Депутат е във Върховния съвет на СССР от 1950 г.

## Научна дейност
В съветско време се занимава главно с литературна дейност. Считан е за родоначалник на пролетарската таджикска литература. Рисува бита, нравите и борбите на таджикския народ. Пише на родния си таджикски, понякога и на узбекски език.
Съставя първата антология на таджикското национално творчество „Образцы таджикской литературы“.
Автор е на трудове по история и литература на народите на Средна Азия.

## Отличия
Носител е на отличията:
- Сталинска премия (1950),
- 3 ордена „Ленин“;
- орден „Червено знаме на труда“;
- заслужил деятел на науката на Таджикската ССР;
- почетен академик на Академията на науките на Узбекистан;
- „Герой на Таджикистан“.

## Творчество
- „Палачите на Бухара“, 1920 г.
- „Дохунда“, 1930 г.
- „Роби“, 1934 г.